# Штієцешть
Штієцешть, Штієцешті (рум. Știețești) — село у повіті Галац в Румунії. Входить до складу комуни Дрегушень.
Село розташоване на відстані 217 км на північний схід від Бухареста, 71 км на північ від Галаца, 125 км на південь від Ясс.

## Населення
За даними перепису населення 2002 року у селі проживали 367 осіб, усі — румуни. Усі жителі села рідною мовою назвали румунську.